# 34792 Hsiehcheching
34792 Hsiehcheching è un asteroide della fascia principale interna. Scoperto nel 2001, presenta un'orbita caratterizzata da un semiasse maggiore pari a 2,447259 UA e da un'eccentricità di 0,122500, inclinata di 5,838993° rispetto all'eclittica.
Fa parte della famiglia di asteroidi Vesta.
Hsieh Che-ching è uno scrittore taiwanese di viaggi e storia dell'arte. Il suo libro Banknotes Writing Romance ha vinto il Golden Ding Award. Il suo libro Starlit Ballad, pubblicato nel 2017, è stato il libro di astronomia più poetico mai letto dallo scopritore.